# Алан Силвестри
Алан Ентони Силвестри (енгл. Alan Anthony Silvestri), један је од најпопуларнијих музичких продуцената холивудских филмова и композитора филмске музике. Посебно познат по сарадњи са редитељем Робертом Земекисом (Лов на зелени дијамант, Повратак у будућност, Ко је сместио Зеки Роџеру, Смрт јој лепо стоји, Форест Гамп, Контакт, Духови прошлости, Изгнаник).